# Sun Yue (voleibolista)
Sun Yue (em chinês:  孫 月; 15 de março de 1973) é uma ex-jogadora de voleibol da China que competiu nos Jogos Olímpicos de 1992, 1996 e 2000.
Em 1992, ela participou de quatro jogos e finalizou na sétima colocação com o conjunto chinês no campeonato olímpico. Quatro anos depois, ela fez parte da equipe chinesa que conquistou a medalha de prata no torneio olímpico de 1996, no qual atuou em oito partidas. Yue fez a sua última aparição em Olimpíadas nos jogos de 2000, jogando em oito confrontos e terminando na quinta posição com o time chinês na competição olímpica.